# Podlesie (gromada w powiecie biłgorajskim)
Podlesie (do 28 II 1956 Biłgoraj) – dawna gromada, czyli najmniejsza jednostka podziału terytorialnego Polskiej Rzeczypospolitej Ludowej w latach 1954–1972.
Gromady, z gromadzkimi radami narodowymi (GRN) jako organami władzy najniższego stopnia na wsi, funkcjonowały od reformy reorganizującej administrację wiejską przeprowadzonej jesienią 1954 do momentu ich zniesienia z dniem 1 stycznia 1973, tym samym wypierając organizację gminną w latach 1954–1972.
Gromadę Podlesie siedzibą GRN w Podlesiu utworzono 29 lutego 1956 w powiecie biłgorajskim w woj. lubelskim w związku z przeniesieniem siedziby gromady Biłgoraj z Biłgoraja do Podlesia i zmianą nazwy jednostki na gromada Podlesie.
1 stycznia 1958 do gromady Podlesie włączono wsie Brodziaki, Edwardów i Smólsko Małe oraz gajówkę Kociołki ze zniesionej gromady Smólsko w tymże powiecie.
1 stycznia 1960 gromadę zniesiono, włączając jej obszar do nowo utworzonej gromady Biłgoraj w tymże powiecie.